# Notas estructuradas
Notas Estructuradas son instrumentos financieros emitidos por un intermediario como una alternativa de inversión donde se puede llegar a obtener rendimientos superiores a los del mercado de renta fija, teniendo por lo general una garantía del capital o un porcentaje de este invertido al momento del vencimiento.
A través de las Notas Estructuradas, se tiene a disposición estructuras óptimas que se adecuan a las expectativas y los riesgos que esté dispuesto a tomar. La flexibilidad de las notas es tal que se adaptan a sus necesidades, logrando al mismo tiempo rendimientos importantes y la protección del capital invertido.

## Funcionamiento
Las notas están referenciadas a través de:
- Tipo de cambio
- Tasas de interés
- Índices y Acciones
- El papel es Riesgo
- Liquidez en pesos solo al vencimiento
- Monto Mínimo de inversión
- Se operan a través del contrato de Custodia de Valores de Banca Patrimonial
- La liquidación para el caso de tipo de cambio, índices y acciones es de 48 horas y 24 horas para tasas de interés
- El tipo de cambio que se utiliza como referencia es el 'FIX' y de tasas de interés TIIE a un plazo de 28 días

En general se trata de instrumentos en los que, a diferencia de otros como los depósitos de ahorro, los PRLV's o las obligaciones subordinadas, los rendimientos sobre la inversión inicial se determinan en función de las variaciones de ciertos activos financieros, como las tasas de interés, los índices de precios o las divisas, de tal forma que si la variación de la tasa de interés fue, por ejemplo, del 10%, entonces el rendimiento sobre la inversión depositada será del 10%. Estas Notas Estructuradas, pueden crearse, por ejemplo
- con Contratos de Futuros u Opción sobre el Índice de Precios y Cotizaciones (IPC) de la Bolsa Mexicana de Valores
- con Opciones sobre el NASDAQ 100® Index Tracking Stock (QQQSM)
- sobre el Índice S&P500® (IVV)

Todos ellos son listados en MexDer, entre otras posibilidades que esa Bolsa de Derivados pone a disposición del público inversionista.

## Notas estructuradas en Venezuela
Una reciente categoría de Notas Estructuradas, nominadas en dólares americanos entre los años 2003 y 2007 a solicitud del Banco Central de Venezuela, son emitida por instituciones financieras internacionales teniendo como respaldo obligaciones de deuda pública. En efecto, intermediarios financieros emiten Notas Estructuradas soportadas con deuda pública de las Repúblicas de Venezuela, Ecuador y Argentina. A su vez, la República de Venezuela a través de su banco de desarrollo FONDEN ha adquirido dichas Notas bajo el argumento que Venezuela se convertiría en el principal centro de intermediación de deuda en América Latina y que posteriormente son colocadas en bancos venezolanos mientras exista una ganancia cambiaria. Para esto su adquisición mediante bolívares al cambio oficial les permite obtener ingentes beneficios al recolocarlas en los mercados paralelos de divisas en los cuales la cotización del dólar casi duplica el cambio oficial.
- Datos: Q5554919